# عدنان مدانات
عدنان مدانات (1946 -) هو مخرج وباحث وناقد سينمائي أردني، من مواليد عمّان، أعد برامج تلفزيونية، وكتب سيناريوهات لأفلام تلفزيونية، ونظم ورشات عمل لتعليم السينما الوثائقية، وترجم كتب عن السينما وعلم الجمال.

## دراسته
حاصل على الدبلوم العالي من قسم السينما والتلفزيون في جامعة موسكو عام 1970.

## أعماله
| اسم العمل              | نوع المشاركة    | الجهة المنتجة                | السنة |
| ---------------------- | --------------- | ---------------------------- | ----- |
| فيلم التكية السليمانية | إخراج           | المؤسسة العامة للسينما بدمشق | 1972  |
| فيلم لحن لعدة فصول     | إخراج وسيناريو  | المؤسسة العامة للسينما بدمشق | 1973  |
| فيلم خبر عن تل الزعتر  | إخراج وسيناريو  | منظمة التحرير                | 1976  |
| فيلم رؤى فلسطينية      | إخراج وسيناريو  | مؤسسة السينما الفلسطينية     | 1977  |
| فيلم حكاية شرقية       | معالجة وسيناريو | نجدة أنزور                   | 1992  |

## عضوية
- عضو في رابطة الفنانين الأردنيين.
- عضو في هيئة التفرغ الإبداعي في الأردن.

## المهرجانات
شارك في العديد من المهرجانات والندوات وكان ضيفاً في العديد من المهرجانات السينمائية العالمية والعربية، منها:
- عضو في لجنة التحكيم في مهرجان قرطاج السينمائي.
- عضو في لجنة التحكيم في مهرجان الجزيرة للأفلام الوثائقية.
- عضو في لجنة التحكيم في مهرجان آمال للسينما في إسبانيا.
- مشارك في ندوة "مستقبل السينما العربية" في القاهرة عام 1986.
- مشارك في ندوة السينما والرواية في جامعة الدار البيضاء عام 1992.
- مشارك في سلسلة ندوات عن تاريخ السينما العربية في مهرجان القاهرة السينمائي بين عامي 1991 الى 1996.

## المؤلفات والدراسات
- بحثاً عن السينما، منشورات دار القدس، بيروت، 1974
- الهوية القومية في السينما العربية، مؤلف مشارك، مركز دراسات الوحدة العربية، بيروت، 1986
- غرائب الأيام في خفايا الأفلام، منشورات اتحاد الكتاب العرب، دمشق، 1994
- مختارات سينمائية، مؤلف مشارك، منشورات مؤسسة عبد الحميد شومان عام 1995
- حكايات من ليالي العنف في بيروت، عمان، 1996.[4]
- العمر الجميل، مجموعة قصصية، 1998.[5]
- مسارات الدراما التلفزيونية العربية، منشورات عمان عاصمة للثقافة العربية، 2002
- تحولات السينما العربية المعاصرة، منشورات دار كنعان، دمشق، 2004
- سينما تبحث عن ذاتها، منشورات وزارة الثقافة، سوريا، 2006
- أزمة السينما العربية، منشورات وزارة الثقافة، القاهرة، 2007
- دراسة: تاريخ السينما الفلسطينية، الموسوعة الفلسطينية
- دراسة: عولمة السينما الوثائقية، مجلة الجزيرة الوثائقية

## الجوائز
| الجائزة                               | الجهة المانحة              | العام     |
| ------------------------------------- | -------------------------- | --------- |
| الجائزة الفضية عن فيلم "رؤى فلسطينية" | مهرجان أفلام فلسطين، بغداد | آذار 1978 |

## روابط خارجية
- عدنان مدانات على موقع قاعدة بيانات الأفلام العربية